# Chinguetti
Chinguetti ou Chinguitti (en arabe : شنقيط, šinqīṭi) est une ville du centre-ouest de la Mauritanie, située sur les plateaux désertiques de l'Adrar. Avec d'autres villes anciennes fortifiées (ksour) de Mauritanie, la ville est sur la liste du patrimoine mondial de l'UNESCO depuis 1996. La ville est séparée en deux par un oued qui, aujourd'hui, est asséché. D'un côté, il y a la vieille ville, qui s'ensable progressivement, et de l'autre la nouvelle.

## Histoire
Fondée à la fin du XIIIe siècle, la ville fut un important centre de commerce caravanier transsaharien entre l'Afrique du Nord et l'Afrique noire, et surtout la plus grande métropole culturelle de la région depuis le début du XVIe siècle. Elle témoigne d'un mode de vie traditionnel, centré sur la culture nomade, de la population du Sahara occidental. Elle serait devenue la 7e ville sainte de l'islam sous le nom de « ville des bibliothèques »[réf. nécessaire].

## Géographie - géologie

### Le mystère de la météorite de Chinguetti
C'est à proximité de Chinguetti que le capitaine français Gaston Ripert, alors résident (représentant de l'administration française) de la ville, a dit avoir été conduit par des autochtones, en 1916, à une météorite géante (haute d'une quarantaine de mètres), sur laquelle les forgerons locaux venaient se fournir en fer, qui était donc du fer météorique. Ce témoignage était complété d'un échantillon effectivement météoritique qu'il fit parvenir (indirectement) au Muséum national d'histoire naturelle (qui le reçut a priori en 1921).
Cette découverte retint l'attention de la communauté scientifique, sans que puisse être localisée précisément cette fameuse météorite. Théodore Monod y a consacré plusieurs expéditions (1934, 1987, début 1988, fin 1988, 1989, 1991) et d'autres scientifiques s'y sont intéressés (A. Lacroix en 1924 à la réception de l'échantillon, mission A. Pourquié en 1938, travaux sur photographies aériennes de J. Gallouédec et M.-F. Courel en 1980, à 20° 11’ N - 12° 06’ W).
L'enquête de T. Monod n'a pas pu prouver l'existence de cette météorite (dont les dimensions annoncées étaient déjà fortement mises en doute du fait de l'absence de cratère d'impact, en particulier) et a souligné les nombreuses incertitudes ou imprécisions entourant le témoignage de G. Ripert (localisation, conditions de « découverte », connaissance locale, connaissances a priori avancées de G. Ripert en géologie rendant peu probable une mauvaise interprétation…). T. Monod a cependant identifié que la localisation transcrite par A. Lacroix en 1924 (citant G. Rippert) ne correspondait pas à celle d'une météorite, mais plutôt à l’extrémité d'une longue arête rocheuse (guelb Aouinet - 20° 10’ 30” N - 12° 28’ 24” W, roche sédimentaire).
Des travaux sur l'échantillon envoyé au Muséum national d'histoire naturelle par G. Ripert (G. Raisbeck, F. Yiou, 1989, non publiés), ont par ailleurs montré que ce bloc constituait le fragment principal de l'objet ayant pénétré l'atmosphère terrestre. Il ne peut donc s'agir en aucune manière d'un morceau issu de l'éventuelle météorite « géante ».

## Population
Lors du Recensement général de la population et de l'habitat (RGPH) de 2000, Chinguetti comptait 4 711 habitants.

## Urbanisme
Progressivement envahie par les sables, la ville a gardé son tissu urbain élaboré entre le XIIe  et le  XVIe siècle, avec ses maisons à patio se serrant en ruelles étroites autour d'une mosquée à minaret carré, coiffée de 5 œufs d'autruche. Les matériaux utilisés pour ses constructions étaient essentiellement la pierre, et le banco local de couleur ocre. Les toitures sont faites à partir de troncs et de branches d'arbres ou de palmiers dattiers. On y voit quelques anciennes portes massives en acacia.

## Culture
Chinguetti compte une dizaine de bibliothèques recensées, et de nombreux foyers y possèdent quelques manuscrits. Certaines pièces de ces collections datent du IXe siècle, ont parfois été rédigées sur des peaux de gazelles, ou sont protégés par des couvertures en peau de chèvre. La majorité de ces ouvrages traitent de religion et du Coran, mais beaucoup parlent de science ou de littérature. Ceci est à comparer aux manuscrits de Tombouctou. Ce riche patrimoine vaut à la ville le surnom de « Sorbonne du Désert »,.
La ville est classée comme site du Patrimoine culturel mondial de l'UNESCO depuis 1996.

## Économie
Chinguetti possède un aéroport (code AITA : CGT). En janvier 2009, le nouveau rallye Africa Race envisage de faire la journée d'étape à Chinguetti.

## Galerie

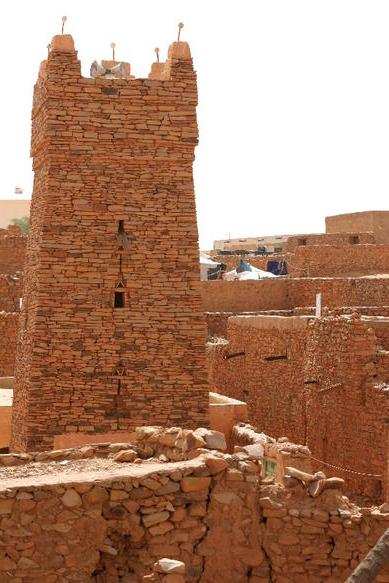
Le minaret carré de la mosquée.
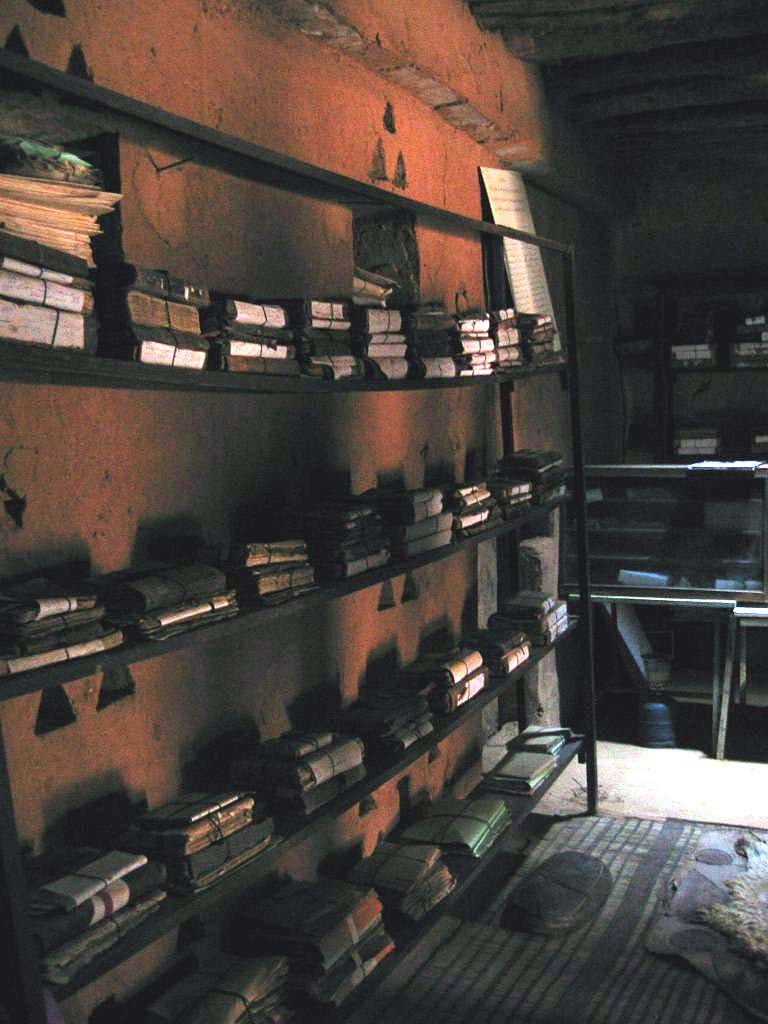
Les manuscrits d'une bibliothèque.
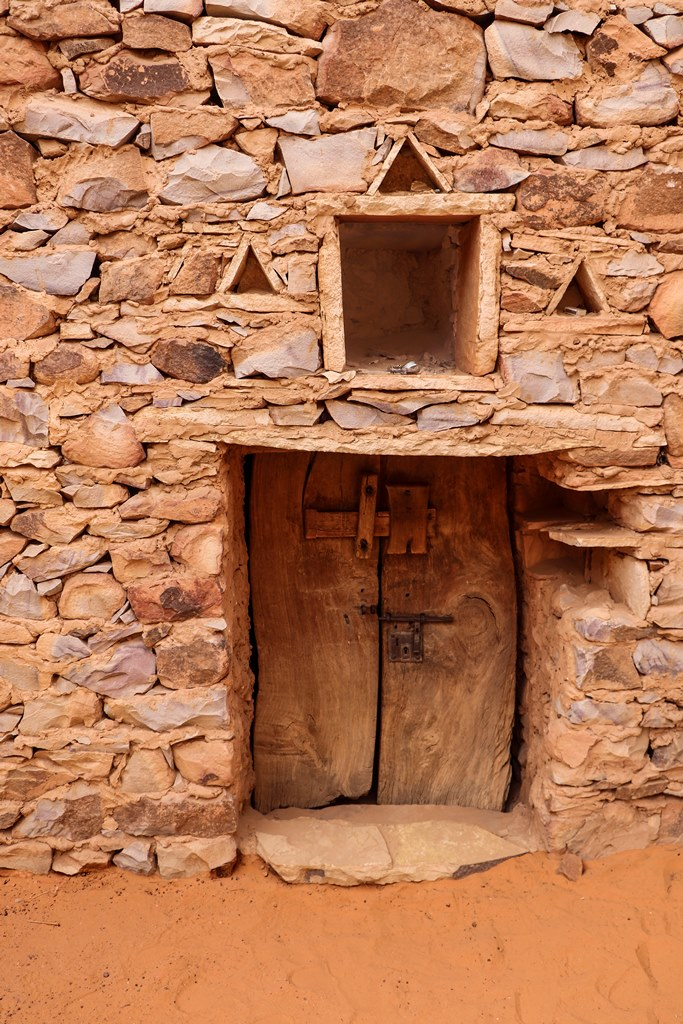
Porte en bois d'acacia.
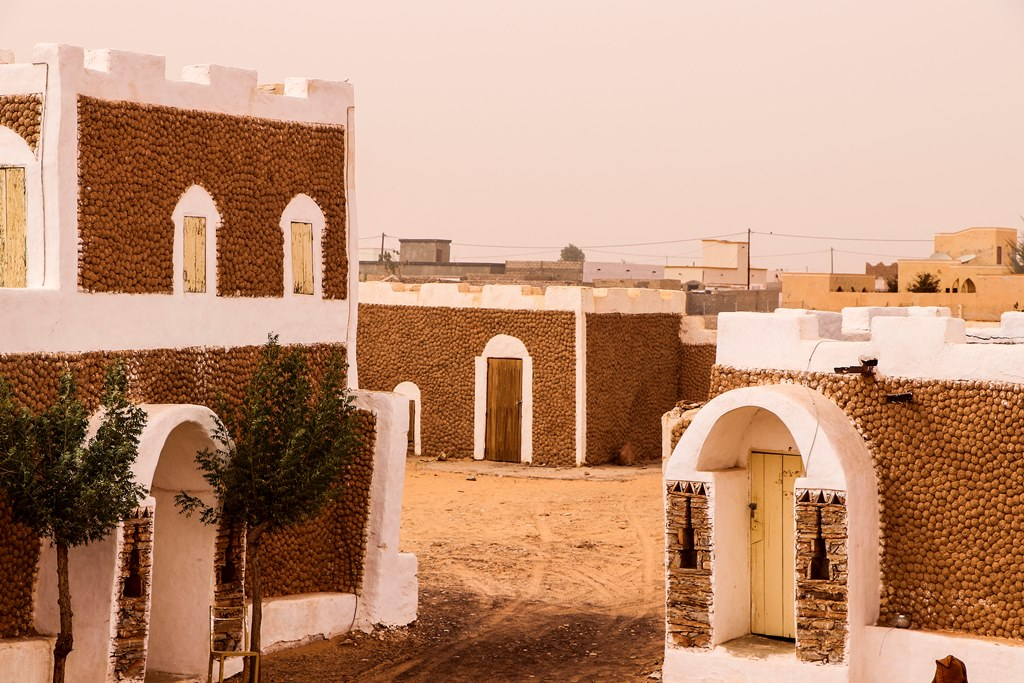
Vue sur la nouvelle ville.
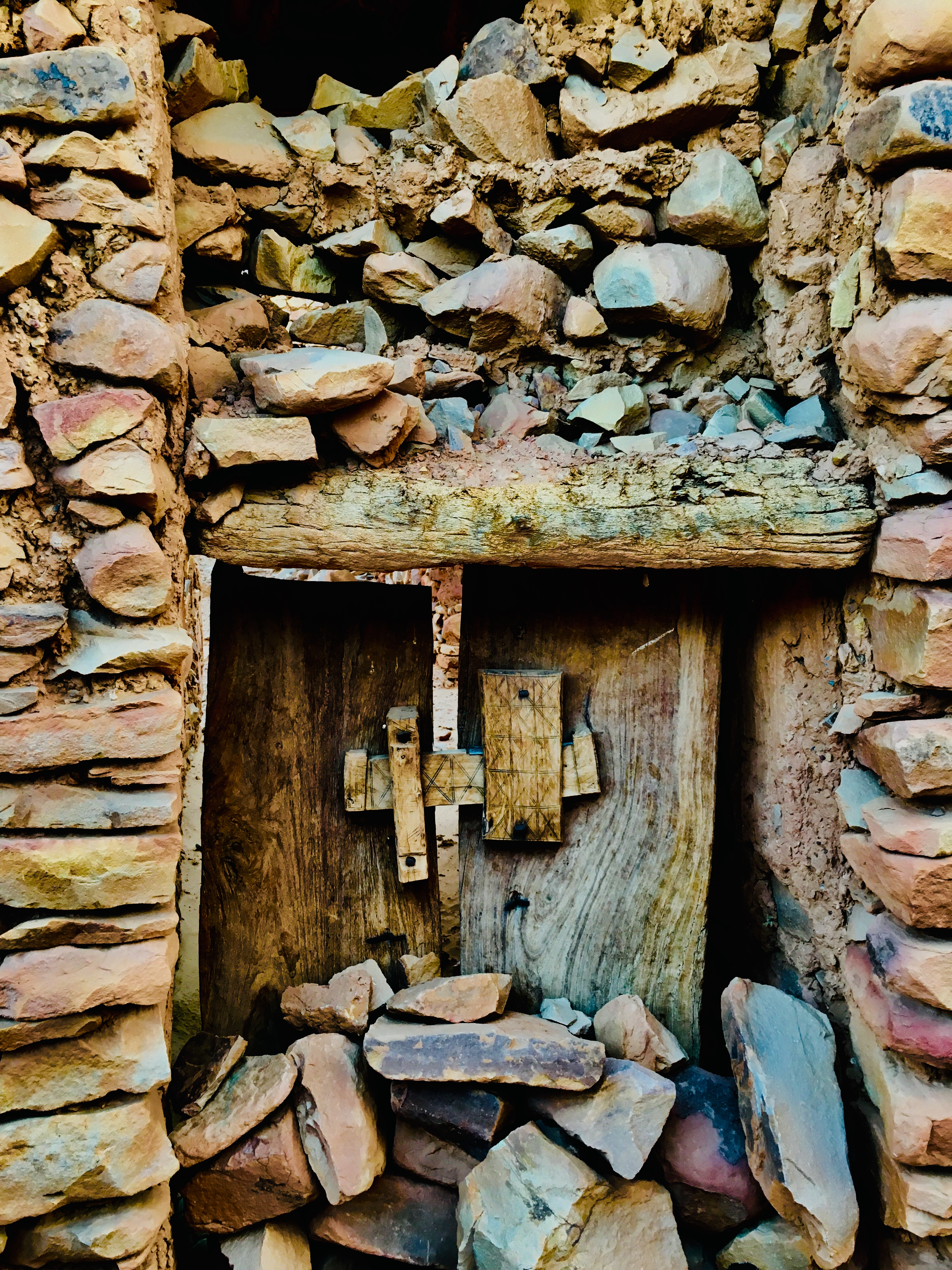
Porte d'une vieille maison à Chinguetti en 2020.

## Jumelages
- Fès (Maroc) depuis le 12 mars 1990
- Almuñecar (Espagne)

### Roman
Chinguetti est également le titre d'une bande dessinée en trois volumes de LF Bollée (scénariste) et Guillaume Nicolle (dessinateur) : l'action se passe dans le futur en Afrique du Nord, il s'agit de science-fiction, mais fait référence à l'histoire et au passé de la ville. La trilogie est parue aux éditions Emmanuel Proust.